# Кожара Леонід Олександрович
Леоні́д Олекса́ндрович Кожа́ра (нар. 14 січня 1963, Полтава, Українська РСР) — український дипломат і державний діяч. Колишній міністр закордонних справ України (2012 —2014), колишній голова ОБСЄ та ОЧЕС. 
Член партії «Соціалісти». Колишній член Партіï регіонів.

## Освіта
1985 року закінчив Київський університет ім. Шевченка за фахом юрист-міжнародник, референт-перекладач з англійської мови.
У 1991 році закінчив аспірантуру Інституту держави і права НАНУ за спеціальністю «Державне, адміністративне та фінансове право, радянське будівництво».

## Життєпис
1985–1990 — науковий працівник Вищої партійної школи при ЦК КПУ.
1990–1992 — старший консультант Комісії з питань державного суверенітету, міжнаціональних і міжреспубліканських відносин Секретаріату Верховної Ради України.
1992–1994 — в Службі з міжнародних питань Адміністрації Президента України.
1994–1997 — перший секретар політичної секції Посольства України в США.
Після повернення з дипломатичного відрядження працював в Адміністрації Президента України на посадах заступника завідувача відділу, завідувача відділу, заступника керівника Головного управління з питань зовнішньої політики.
14 листопада 2002 — 6 липня 2004 — Надзвичайний і Повноважний Посол України в Королівстві Швеція.
Липень 2004 — січень 2005 — заступник Глави — керівник Головного управління з питань зовнішньої політики Адміністрації Президента України. Секретар Державної ради з питань європейської і євроатлантичної інтеграції України (з вересня 2004).
Народний депутат Верховної Ради України 5-го, 6-го та 7-го скликань. Заступник голови Комітету Верховної Ради України у закордонних справах в 2007—2012 роках.
З жовтня 2008 — президент Центру міжнародних та порівняльних досліджень.
24 грудня 2012 року Указом Президента України призначений Міністром закордонних справ України.
23 лютого 2014 року Верховна Рада звільнила з посади в.о. міністра МЗС Леоніда Кожару, за проголосували 237 депутатів.
Дипломатичний ранг — Надзвичайний і Повноважний Посланник 1-го класу (серпень 2001), Надзвичайний і Повноважний Посол (грудень 2003). Державний службовець 4-го (січень 2002), 3-го (серпень 2004), 2-го рангу (жовтень 2004).
15 грудня 2018 року на з'їзді партії «Соціалісти» Кожару висунули кандидатом у Президенти України.

## Розслідування
22 лютого 2020 року в будинку Кожари в селі Чайки під Києвом було знайдено тіло Сергія Старицького, колишнього члена правління телеканалу Інтер, знайомого Кожари. Спочатку розглядалася версія про самогубство, яку згодом було перекваліфіковано в навмисне вбивство.
25 березня Кожару було затримано поліцією за підозрою в умисному вбивстві. За даними поліції, у будинку того вечора було троє осіб: Кожара з дружиною та Старицький. Під час розпиття алкогольних напоїв між чоловіками на кухні сталася сварка, яка переросла у бійку. Кожара, взявши у спальні пістолет, вистрілив у Старицького. Кожару звинувачують за ч. 1 ст. 115 (Умисне вбивство) КК України.
21 травня Кожара вніс 2,1 млн грн застави і вийшов з СІЗО. 11 червня Кожару було заарештовано в залі суду за підозрою в убивстві Сергія Старицького. 13 липня Шевченківський районний суд Києва продовжив Кожарі запобіжний захід у вигляді утримання під вартою до 25 серпня з можливістю внесення застави у 14 млн грн.

## Інше
Володіє англійською, шведською мовами. Захоплення: країнознавство, музика, риболовля. Дружина Марина Козерод, донька Катерина Кожара.

## Державні нагороди
- Орден «За заслуги» III ст. (23 серпня 2011)[22]